# Tyranneau frangé
Inezia caudata
Espèce
Statut de conservation UICN

 LC  : Préoccupation mineure
Le Tyranneau frangé (Inezia caudata) est une espèce de passereau de la famille des Tyrannidae,.

## Systématique et distribution
Cet oiseau est représenté par deux sous-espèces selon la classification de référence du Congrès ornithologique international (version 9.1, 2019) :
- Inezia caudata intermedia Cory, 1913 : dans les plaines du nord-est de la Colombie (du côté de la mer des Caraïbes) et du nord du Venezuela ;
- Inezia caudata caudata (Salvin, 1897) : du sud du Venezuela aux Guyanes et à l'extrême nord du Brésil[1],[2],[4].